# Isoloma angustum
Isoloma angustum là một loài thực vật có mạch trong họ Dennstaedtiaceae. Loài này được (Copel.) Tardieu miêu tả khoa học đầu tiên năm 1952.